# Holmes County (Ohio)
 For alternative betydninger, se Holmes County. (Se også artikler, som begynder med Holmes County)
Holmes County er et county i den amerikanske delstat Ohio.

## Demografi
Ifølge folketællingen fra 2000 boede der 144.742 personer i amtet. Der var 11.337 husstande med 9.194 familier. Befolkningstætheden var 36 personer pr. km². Befolkningens etniske sammensætning var som følger: 99,03% hvide, 0,33% afroamerikanere, 0,06% indianere, 0,06% asiater, 0,01% fra Stillehavsøerne, 0,13% af anden oprindelse og 0,40% fra to eller flere grupper.
Gennemsnitsindkomsten for en hustand var $36.944 årligt, mens gennemsnitsindkomsten for en familie var på $40.230 årligt.